# Martin Bednár
Martin Bednár (Prešov, 22 aprile 1999) è un calciatore slovacco, centrocampista dello Zemplín Michalovce.

## Carriera

### Club
Ha giocato nella prima divisione slovacca.

### Nazionale
Ha giocato nelle nazionali giovanili slovacche Under-17 ed Under-19.